# Jean de Saulx
Jean de Saulx, född 1555, död 1629, var en fransk krigare. Han var son till Gaspard de Saulx.
de Saulx var en trogen anhängare av ligan, som efter Henrik IV:s tronbestigning gick miste om den marskalksvärdighet han gjorde anspråk på. Han författade de Mémoires de Gaspard de Saulx, som utkom i Lyon 1657.